# Göltzschtals voetbalkampioenschap 1924/25
In 1924/25 werd het vierde Göltzschtals voetbalkampioenschap gespeeld, dat georganiseerd werd door de Midden-Duitse voetbalbond. 
SpVgg 06 Falkenstein werd kampioen en plaatste zich voor de Midden-Duitse eindronde. De club versloeg SuBC Plauen en verloor dan met 16:0 van VfB Leipzig.
VfB 1907 Reichenbach veranderde de naam in 1. FC 07 Reichenbach.

## Gauliga
| Plaats | Club                        | Wed. | W | G | V | Saldo | Ptn. |
| ------ | --------------------------- | ---- | - | - | - | ----- | ---- |
| 1.     | SpVgg 06 Falkenstein        | 10   | 9 | 1 | 0 | 49:9  | 19:1 |
| 2.     | 1. FC 07 Reichenbach        | 10   | 4 | 1 | 5 | 20:17 | 9:11 |
| 3.     | SV 1911 Treuen              | 10   | 3 | 3 | 4 | 15:22 | 9:11 |
| 4.     | SC Teutonia 1911 Netzschkau | 10   | 3 | 3 | 4 | 15:26 | 9:11 |
| 5.     | VfB 1906 Auerbach           | 10   | 3 | 1 | 6 | 21:27 | 7:13 |
| 6.     | SV Sportlust Mylau          | 10   | 3 | 1 | 6 | 12:31 | 7:13 |

|  | Kampioen, geplaatst voor Midden-Duitse eindronde |